# 巴多罗买

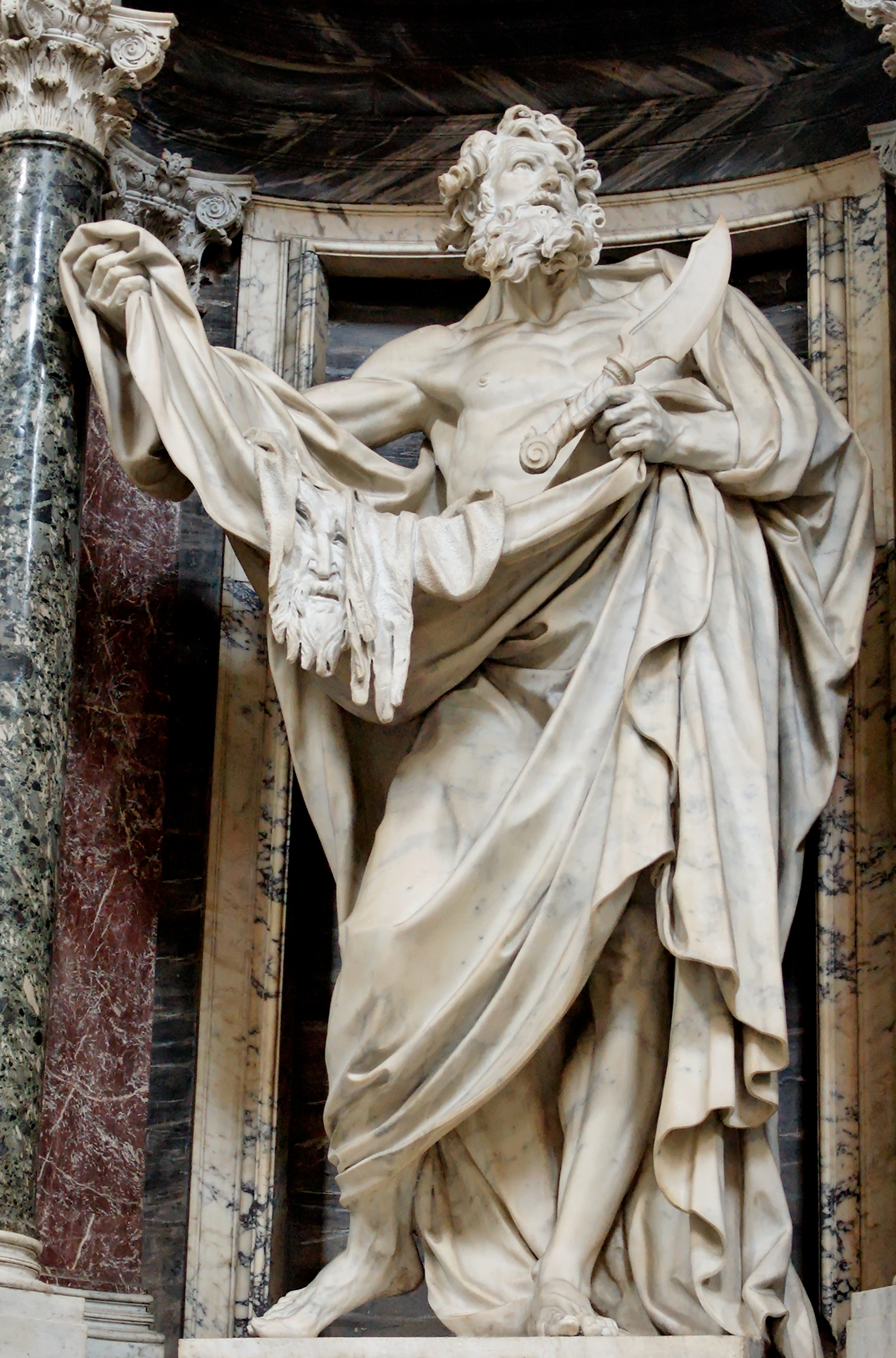
拉特朗圣若望大殿的圣巴尔多禄茂雕像

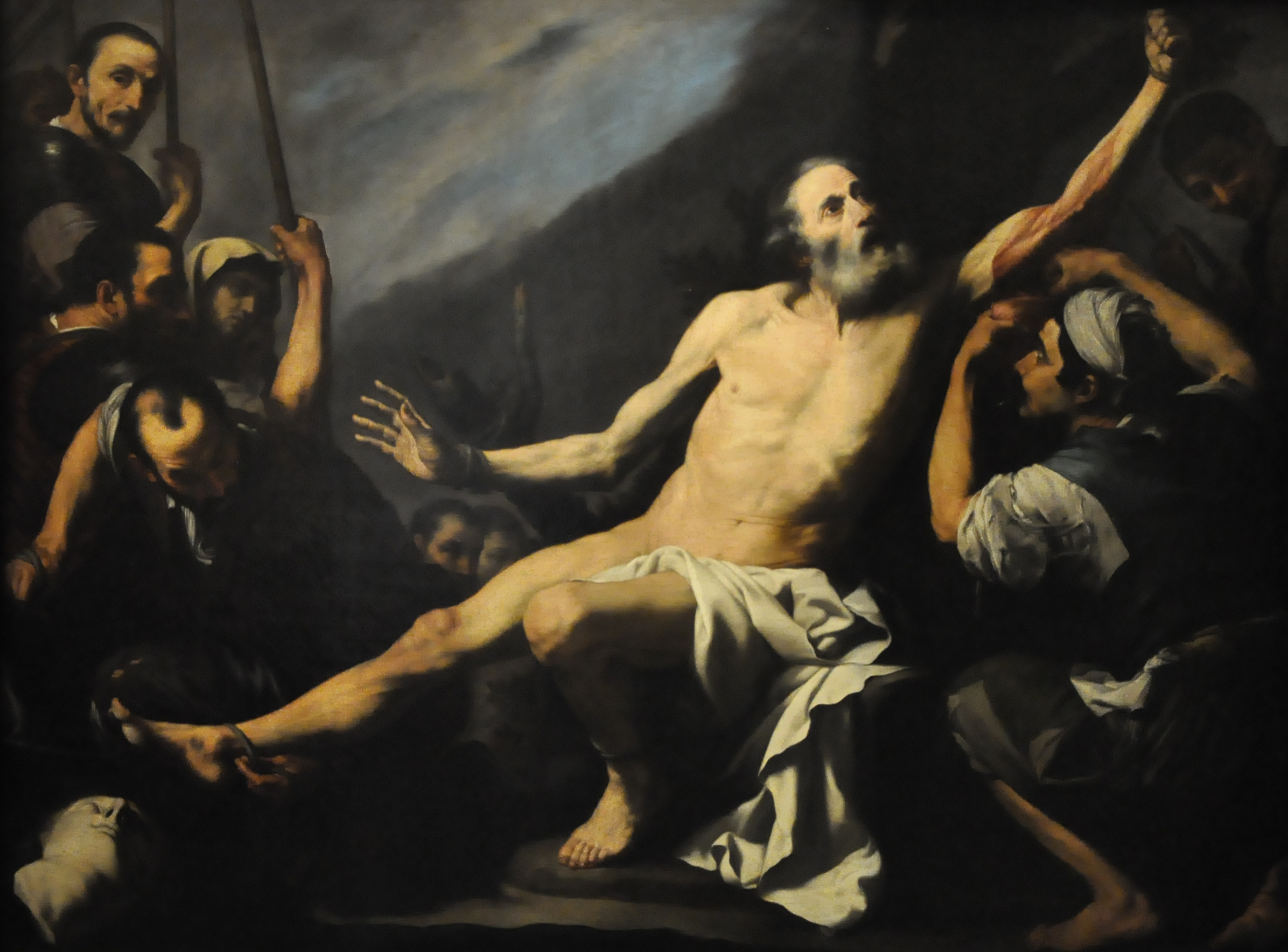
圣巴尔多禄茂殉道

巴多罗买或譯巴尔多禄茂（羅馬化：Bartholomaios），是耶稣十二门徒之一。巴多罗买一名源于亚兰文，意即「多罗买之子」。一般相信他就是拿但业。在對觀福音马太、马可和路加福音中腓力和巴多罗买常联在一起而没提过拿但业，而约翰福音刚好相反。
除了是十二门徒，巴多罗买被列为升天见证人（使徒行传1:4，12，13）。
在约翰福音，拿但业是腓力好友。他被形容为起初怀疑弥赛亚来自拿撒勒，说拿撒勒能出好种来吗。 （约翰福音1章：45-46节），但他仍跟腓力去见耶稣，而宣称他是“神的儿子”和“以色列的王”。根据叙利亚传统，巴多罗买原名耶稣，因此改用了另一个名字。
据说耶稣升天之后，巴多罗买带着马太到印度传教。传说他在亚美尼亚传道时，被钉在十字架上殉道。
巴多罗买和達陡号称在1世纪把基督教带到了亚美尼亚。因此亚美尼亚國教被称作亚美尼亚使徒教会，并且，他们被认为是教堂的主保圣人。
天主教的圣巴尔多禄茂节在8月24日。

## 扩展阅读
- Easton's Bible Dictionary, 1897.
- Encyclopedia Anglicana, 1911
- Dictionary of First Names, Patrick Hanks and Flavia Hodges. Oxford University Press, 1996
- Attwater, Donald and Catherine Rachel John. The Penguin Dictionary of Saints. 3rd edition. New York: Penguin Books, 1993. ISBN 0-14-051312-4.
- The Apostles in India by Fr. AC Perumalil, SJ, 1952